# UNION Biztosító
Az UNION Biztosító a bécsi székhelyű, tőzsdén jegyzett Vienna Insurance Group cégcsoport tagja. Kompozit biztosítóként a lakosság, vállalatok, valamint intézmények számára kínál biztosítási megoldásokat. A társaság üzleti tevékenységével párhuzamosan a társadalmi szerepvállalás területén is aktív.
Az UNION Biztosító 2012. szeptember 3-án pontkibocsátóként csatlakozott a SuperShop programhoz.
Az UNION Biztosító 2023-ban 117,4 milliárd forint díjbevételt ért el. Az általa kezelt vagyon 266,8 milliárd Ft volt.
A 2018-as év végére az UNION Biztosító Magyarország ötödik legnagyobb biztosítója lett.

## Szolgáltatások
Az UNION Biztosító lakossági és vállalati ügyfelek számára egyaránt kínál biztosítási megoldásokat. Változatos élet- és nem-életbiztosítási palettájával az UNION megoldást kínál a legkülönbözőbb élethelyzetekre, legyenek azok hosszú távú befektetési célok, váratlan helyzetekre való anyagi felkészülés, utazás során felmerülő biztonsági igények, magas színvonalú egészségügyi ellátás biztosítási hátterének kialakítása vagy az otthon, vagyontárgyak védelme, felelősség- és gépjárműbiztosítás.

### Lakossági ügyfelek számára elérhető termékek
- befektetési eszközalapokhoz kapcsolódó, megtakarítási, nyugdíj-előtakarékossági és kockázati életbiztosítás
- egészségbiztosítás
- balesetbiztosítás
- utasbiztosítás
- otthonbiztosítás
- gépjármű-biztosítás  (kötelező gépjármű-felelősségbiztosítás, casco)

### Vállalati ügyfelek számára elérhető termékek
- vagyon- és felelősségbiztosítás (Egészségügyi szolgáltatók, vasút-üzemeltetők, rendezvényszervezők, oktatási-, nevelési intézmények, szállodai szolgáltatók, független pénzügyi közvetítők és tervezők felelősségbiztosítása, továbbá környezetszennyezési, építés-és szerelésbiztosítás, szolgáltatói, munkáltatói, bérlői és bérbeadói, közúti árufuvarozói, szállítmányozói felelősségbiztosítás és filmbiztosítás.)
- csoportos élet- és balesetbiztosítás
- csoportos utasbiztosítás
- gépjármű biztosítás

## Társadalmi felelősségvállalás
Az UNION Biztosító 2010. novemberében indította útjára „Esélyt adunk!” programját, melynek keretében az önhibájukon kívül hátrányos helyzetből induló gyermekeket és fiatalokat támogatja. Az Esélyt adunk! program lehetőséget ad a fiataloknak a könnyebb boldogulásra, és az anyagi-dologi adományozás mellett az önkéntes napok során közvetlen segítségnyújtással is támogatja őket.
A Bátor Tábor keretein belül a biztosító 2007 óta segíti a krónikusan beteg gyerekek éves táboroztatását, valamint a beteg gyerekek önkéntes alapú fuvarozását. Emellett 2023-tól a Bátor Tábor Suliprogramjának támogatásával is hozzájárul az alapítvány működéséhez. A program keretein belül a korábban vagy még jelenleg is krónikus betegséggel élő gyermekek iskolába való visszatérését segíti.
2016 őszén a Nem Adom Fel Alapítvánnyal létrejött együttműködés keretében a Biztosító csatlakozott a sérült fiatalok munkába illeszkedését segítő felkészítő képzéshez, valamint évről-évre segít a Nem Adom Fel Házak felújításában.
2017 elején pedig a KézenFogva Alapítvánnyal indított saját programot szintén hátrányos helyzetű, az iskola és a munka világa között álló fiatalok elhelyezkedését segítő mentor program keretében.
Partneralapítványunk, a KórházSuli Alapítvány a tartósan beteg, hosszú ideig iskolába nem járó gyermekek otthoni tanulását és korábbi egészséges életükhöz való visszatérését segíti. Az Alapítvány és az UNION Biztosító együttműködése 2020-ban indult el a COVID járvány idején az Online tanítok programmal.
Az UNION Biztosító 2022-ben megújított CSR stratégiájának új támogatott alapítványa a Magyar Máltai Szeretetszolgálat. Az együttműködés keretében az "Adni Öröm" adománygyűjtéssel, továbbá a Máltai Gondviselés Házakkal szervezett közös programokkal segítik az alapítvány működését.

## Vienna Insurance Group
A Vienna Insurance Group (VIG) vezető biztosítási szakértő Ausztriában és Közép- és Kelet-Európában. 30 országban 50 társaság alkotja a hosszú hagyományokra visszatekintő, erős márkákkal rendelkező, rendkívül ügyfélközpontú vállalatcsoportot. A VIG közel 200 év tapasztalatára építhet a biztosítási üzletágban. A Vienna Insurance Group 25 000 dolgozóval központi piacain egyértelmű piacvezető, és ezáltal kitűnő pozíciókkal rendelkezik ahhoz, hogy hasznosíthassa a 180 millió lakosú régió növekedési esélyeit. A tőzsdén jegyzett Vienna Insurance Group a bécsi tőzsde ATX részvényindexének legjobban fejlődő vállalata; a részvényt a prágai tőzsdén is jegyzik.
A VIG gyökerei közel 200 évre vezethetők vissza Ausztriában, 1824-től napjainkig a Vállalat helyi biztosítóból vezető nemzetközi biztosító csoporttá nőtte ki magát. 1990-ben a Wiener Städtische biztosítótársaság felismerte a közép-kelet-európai régió kínálta lehetőségeket és úgy döntött, hogy belép a piacra az akkori Csehszlovákiában. Terjeszkedési politikáját a Csoport a következő években is folytatta, Észtországtól Albánián és Németországon át Grúziáig a régiót szép lassan meghódította. A 2014-es Moldovai piacra lépéssel végül minden fehér foltot lefedett Közép-Kelet-Európa térképén.
A Vienna Insurance Group erős versenypozíciójának hátterében a többmárkás stratégia és a többcsatornás értékesítés áll. A VIG stratégiai partnerségben működik együtt az ERSTE Csoporttal, melynek keretén belül 2008-ban megvásárolta az ERSTE biztosítási üzletágát. 2020. november 29-én bejelentették, hogy a holland Aegon biztosítócsoport eladja lengyel, magyar, román és török biztosítási és vagyonkezelési érdekeltségeit az osztrák Vienna Insurance Groupnak.
A Vienna Insurance Group 1997-ben lépett be a magyar piacra. Jelenleg négy társaság, az UNION Biztosító, az Alfa Biztosító, a VIG Alapkezelő és a Money&More Pénzügyi Tanácsadó Zrt. képviseli a csoportot hazánkban.